# This Ain’t I Dream of Jeannie XXX
This Ain’t I Dream of Jeannie XXX ist eine Porno-Parodie aus dem Jahr 2010 über die Fernsehserie Bezaubernde Jeannie.

## Handlung
Ein lesbisches Paar zieht neben Tony Nelson ein und erregt das Interesse von Roger Healy und Jeannie. Währenddessen sucht General Peterson eine neue Sekretärin und Dr. Bellows feiert seinen Hochzeitstag.

### Szenen
- Szene 1. Ashlyn Rae, Missy Woods, Shawna Lenee
- Szene 2. Jazy Berlin, Cheyne Collins
- Szene 3. Carolyn Reese, Jack Lawrence
- Szene 4. Ashlyn Rae, Dale DaBone
- Szene 5. Shawna Lenee, Alec Knight, Dale DaBone

## Produktion und Veröffentlichung
Regie führte Axel Braun und das Drehbuch schrieb Marc Star. Erstmals wurde der Film am 13. Juni 2010 in den Vereinigten Staaten veröffentlicht.

## Nominierungen
- AVN Award 2011 in der Kategorie Best All-Girl 3-Way Sex Scene für Shawna Lenee, Ashlyn Rae und Missy Woods